# پارک سیتی (تنسی)
پارک سیتی(به انگلیسی: Park City) شهری در ایالت تنسی کشور ایالات متحده آمریکا است که جمعیت آن در سرشماری سال ۲۰۱۰ میلادی، ۲٬۴۴۲ نفر بوده‌است.